# Ernst Cahn en Alfred Kohnbrug
De Ernst Cahn en Alfred Kohnbrug is een vaste brug in Amsterdam-Zuid.
De verkeersbrug waarover ook tramlijn 4 rijdt, vormt de verbinding tussen de Van Woustraat en de Rijnstraat. Ze overspant hier het Amstelkanaal met de noordelijk gelegen Jozef Israëlskade en zuidelijk gelegen Amstelkade.
De brug is ontworpen door Piet Kramer in dienst bij de Dienst der Publieke Werken. Hij hanteerde de Amsterdamse Schoolstijl. Baksteen wordt afgewisseld met natuursteen (graniet) en er zijn siersmeedijzeren balustrades. In tegenstelling tot andere bruggen over het Amstelkanaal ontbreken hier beelden van Hildo Krop en brughuisjes zoals bij de P.L. Kramerbrug en de Barbiersbrug. Daarvoor in de plaats zijn er vier granieten walmuren. Elke walmuur heeft drie bewerkingen; ze hebben forse uitsparingen, de uiteinden zijn bewerkt en op die uiteinden liggen een soort rozetten. Net boven het wateroppervlak is bij de noordwestvleugel een granieten steen te zien met daarop NAP. De hele brug wordt gedragen door een houten paalfundering; de overspanning wordt verzorgd door stalen liggers, waarop gewapend beton. De brug kostte destijds circa 80.000 gulden. In 2003 zijn delen van de brug vernieuwd.
De eerste ontwerpen voor deze brug dateren al uit 1916. Door de Eerste Wereldoorlog (en de daarmee gepaard gaande prijsverhogingen) kwam het er toen niet van. Er werd een houten noodbrug (hier ook geschikt voor rijverkeer) geplaatst. Er werd een aantal keren gevraagd of het nu niet eens tijd werd een permanente brug aan te leggen en zo geschiedde maar pas in 1927 (de verderop gelegen Han van Zomerenbrug zou altijd het uiterlijk behouden van een noodbrug).
De brug is in 2008 vernoemd naar Ernst Cahn en Alfred Kohn die op Van Woustraat 149 en in de Rijnstraat het IJssalon Koco voerden. Vanuit hun ijssalon werd tijdens het begin van de Tweede Wereldoorlog leiding gegeven aan een verzets- en knokgroep totdat de groep in 1941 werd opgepakt. Aan genoemd pand is daartoe een plaquette bevestigd. Cahn, naar wie in de wijk De Aker in Amsterdam de Ernst Cahnsingel is vernoemd, werd gefusilleerd op de Waalsdorpervlakte, Kohn werd omgebracht in Auschwitz.

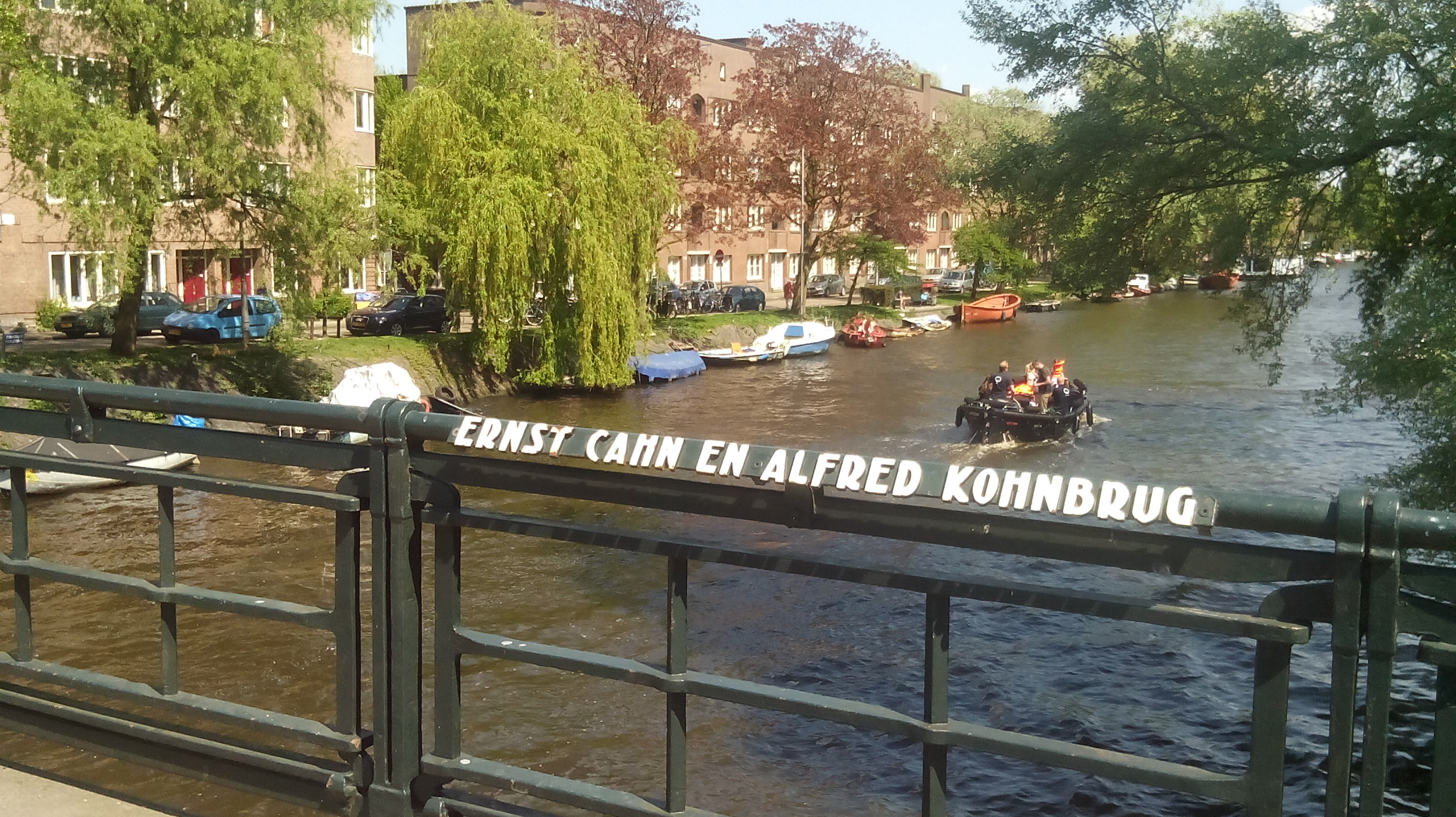
Naamplaat (mei 2016)

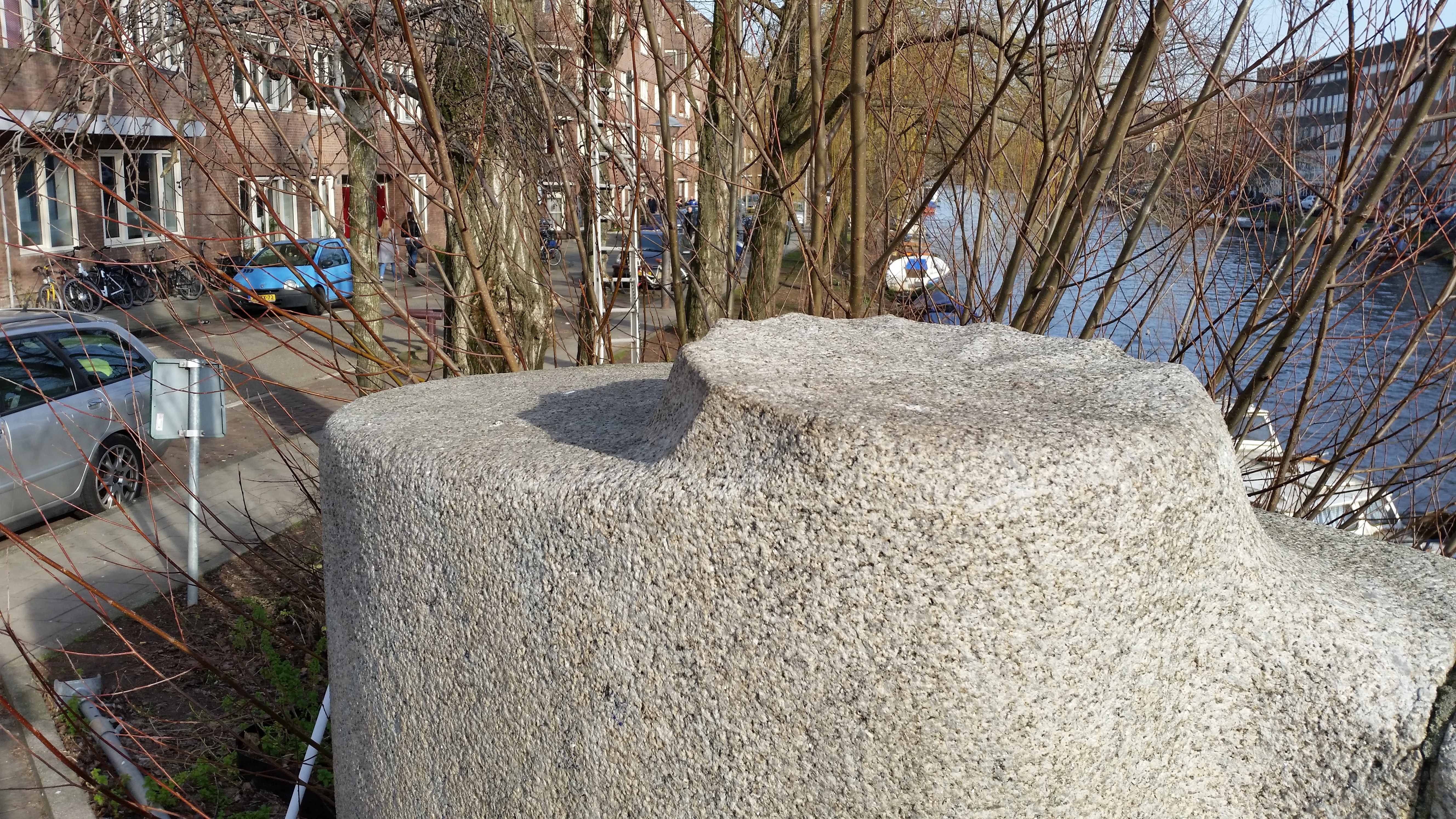
Bewerkt natuursteen (februari 2019)

<<< · 400 · 401 · 402 · 403 · 404 · 405 · 406 · 407 · 408 · 409 · 410 · 411 · 413 · 414 · 415 · 416 · 417 · 418 · 419 · 420 · 421 · 422 · 423 · 424 · 425 · 427 · 429 · 430 · 431 · 432 · 433 · 434 · 435 · 436 · 437 · 438 · 439 · 440 · 441 · 442 · 443 · 444 · 445 · 446 · 447 · 448 · 449 · 450 · 451 · 452 · 453 · 454 · 455 · 456 · 457 · 458 · 459 · 460 · 461 · 462 · 463 · 464 · 465 · 466 · 469 · 470 · 471 · 472 · 473 · 474 · 475 · 476 · 478 · 479 · 480 · 482 · 483 · 485 · 486 · 487 · 488 · 489 · 490 · 491 · 492 · 493 · 494 · 495 · 496 · 497 · 499 · >>>
Brugnummers 412, 426, 428, 467, 468, 477, 481, 484 en 498 zijn niet (meer) vergeven.